# Менекей (сын Креонта)
Менекей (др.-греч. Μενοικεύς) — персонаж древнегреческой мифологии. В ряде источников (у Эсхила и Софокла) его имя Мегарей (Μεγαρεύς, «мегарец»). Младший сын фиванского царя Креонта и Евридики. Мегарей — защитник Фив, стоял у Нестовых ворот.
Принес себя в жертву Аресу при осаде Фив, заколов себя перед городскими воротами. Либо бросился вниз со стены. Заколов себя, упал вниз с башни, чтобы искупить гнев Ареса за смерть дракона. У Софокла упомянута его смерть. Его надгробный памятник в Фивах, у Неистейских ворот, на его могиле выросло гранатовое дерево.
Действующее лицо трагедии Еврипида «Финикиянки».